# 홍콩-동남아시아 정교회 수도 대교구
홍콩-동남아시아 수도 대교구(중국어: 正教會普世宗主教聖統香港及東南亞都主教教區)는 콘스탄티노폴리스 총대주교청 산하 동방 정교회 교구이다. 홍콩을 중심으로 대만과 동남아시아 정교회 신자들에 대한 재치권을 갖고 있다. 1996년 11월 콘스탄티노폴리스 시노드의 결정에 따라 설정되었다.

## 역사
1996년 12월 2일 대수도원장 니키타스가 홍콩의 초대 수도 대주교로 선출되어 동남아시아 교회에 대한 책임을 부여받았다. 1997년 1월 12일 홍콩의 성 루카 정교회 대성당에서 콘스탄티노폴리스 총대주교 대리 자격으로 파나마의 아테나고라스 수도 대주교의 주재로 니키타스 수도 대주교의 착좌식이 거행되었다.
10년 후인 2007년 8월, 니키타스 수도대주교는 다르다넬스 수도 대주교로 보직이 옮겨졌고, 그동안 홍콩과 남아시아 수도 대주교좌는 몇 달 동안 공석 상태가 되었다. 2008년 1월 9일 콘스탄티노폴리스 총대주교청 시노드는 홍콩-동남아시아 수도 대교구의 사목 구역을 분할하기로 결정했다. 그리하여 싱가포르와 인도네시아, 말레이시아, 브루나이, 티모르, 몰디브, 스리랑카, 방글라데시, 인도, 네팔, 파키스탄, 아프가니스탄 등지를 관할하는 싱가포르-남아시아 수도 대교구가 새로 설정되었다. 홍콩 수도 대교구의 재치권으로 남은 지역은 홍콩과 마카오, 중국, 대만, 몽골, 필리핀, 베트남, 캄보디아, 라오스, 태국, 미얀마 등이다. 더불어 대수도원장 넥타리오스가 새 홍콩 수도 대주교로 선출되었다. 그의 주교 서임식은 2008년 1월 20일 터키 이스탄불 파나르에 있는 콘스탄티노폴리스 총대주교좌 성 요르고스 성당에서 거행되었으며, 주교 착좌식은 같은 해 3월 1일 홍콩 성 루카 대성당에서 거행되었다.

## 같이 보기
- 콘스탄티노폴리스 세계총대주교청
- 필리핀 총대주교 대리구
- 한국 정교회
- 중국 정교회
- 홍콩의 기독교
- 대만 정교회